# Wierchniaja Pyszma
Wierchniaja Pyszma (ros. Верхняя Пышма) – miasto w Federacji Rosyjskiej, w obwodzie swierdłowskim. Miasto-satelita Jekaterynburga, położone nieopodal źródła rzeki Pyszma, 15 km od stolicy obwodu.
W skład okręgu miejskiego Wierchniaja Pyszma wchodzą także: miasto Sriednieuralsk, osiedla typu miejskiego Iset, Kiedrowe, Bałtym i kilka wsi. Do ulubionych miejsc rekreacji w pobliżu Wierchniej Pyszmy należą jeziora Iset i Bałtym.

## Sport
- Gorniak-UGMK – klub hokeja na lodzie

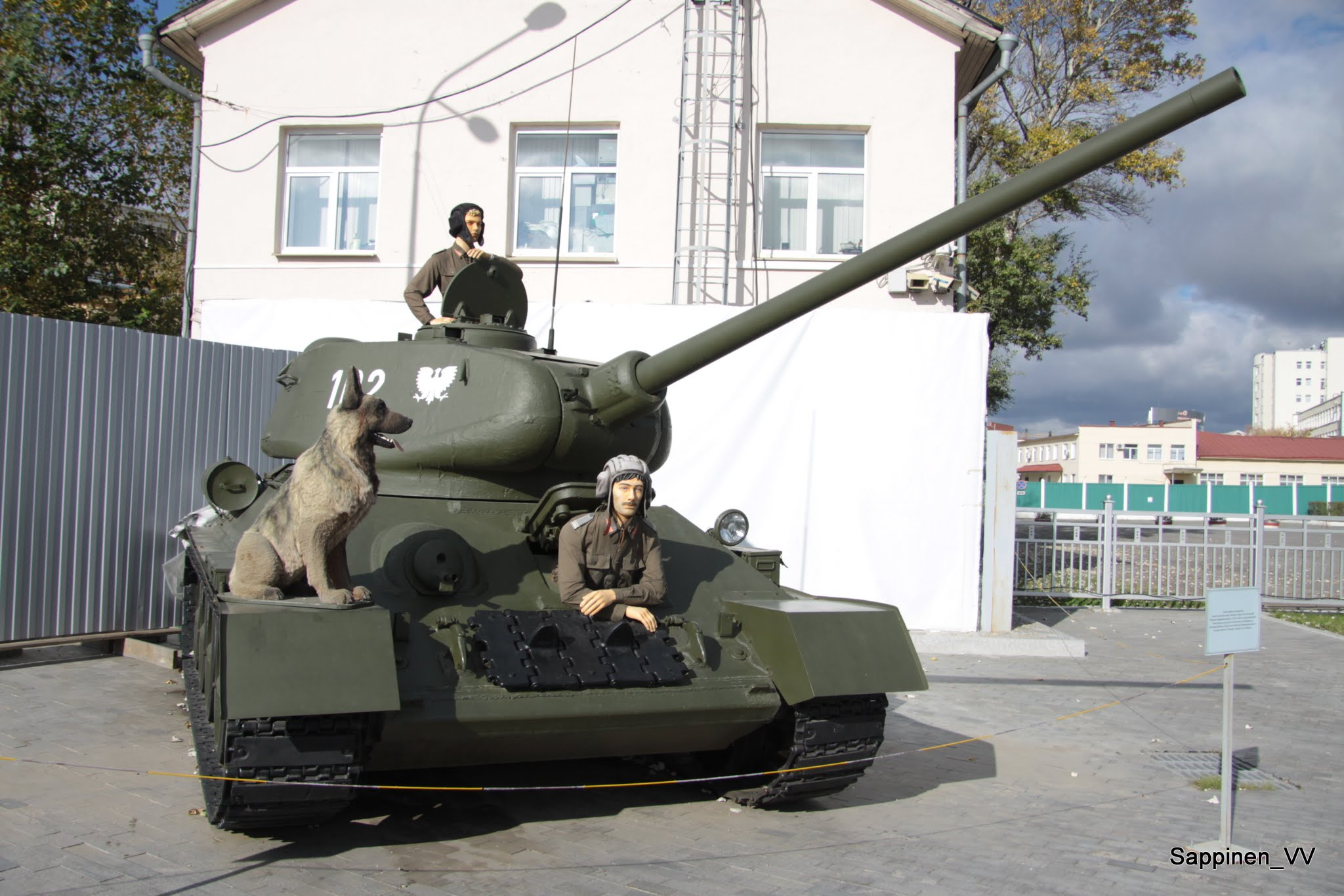
Inscenizacja czołgu „Rudy” z częścią załogi w muzeum w Wierchniaja Pyszma

## Demografia
- 2007 – 57 918
- 2021 – 74 262[1]